# Radio RFM
Radio RFM ist ein Freies Radio und nichtkommerzieller lokaler Radiosender des Betreibers Rundfunk Meissner RFM e.V. in Eschwege, Hessen. Externe Studios finden sich u. a. in Witzenhausen sowie Lengenfeld unterm Stein. Über den digitalen Ausstrahlungsweg können über zwei Millionen Hörer im Raum Gießen/Marburg, Kassel/Eschwege und Alsfeld/Fulda sowie im angrenzenden Südhessen, Nordbayern, Nordrhein-Westfalen, Südniedersachsen und Thüringen das Programm empfangen.

## Geschichte
Der Trägerverein Rundfunk Meissner RFM wurde 1995 gegründet, der Sendebetrieb aber erst am 1. März 1997 zunächst am Alten Bahnhof in Eschwege aufgenommen. 2008 erfolgte der Umzug von Funkhaus und Vereinssitz zum Festplatz „Werdchen“, ebenfalls in Eschwege. Im Lauf der Jahre wurden neben dem Hauptsender in Eschwege drei weitere terrestrische Sendeanlagen in Witzenhausen, Hessisch Lichtenau und Sontra in Betrieb genommen. Das Sendegebiet umfasste im Wesentlichen den Werra-Meißner-Kreis.
Mit der Umstellung auf DAB+ im Sommer 2018 erfolgte eine Ausdehnung der digitalen Verbreitung über die Standorte Biedenkopf, Fulda, Habichtswald und Hoher Meißner. Gleichzeitig wurden auch aus Kostengründen die UKW-Standorte in Hessisch Lichtenau und Sontra abgeschaltet sowie die Einspeisung in das Kabelnetz aufgegeben.

## Organisationsstruktur
Hinter dem Hörfunk-Programm 'Radio RFM' steht der eingetragene und gemeinnützige Trägerverein Rundfunk Meissner RFM e.V. Dieser ist Mitglied im Bundesverband Freier Radios und ermöglicht ehrenamtlichen Interessierten, mit der vorgehaltenen Technik und unter fachkundiger Anleitung eigene Radiosendungen aller Art zu gestalten. Basis der Arbeit ist die alle 5 Jahre erforderliche Lizenzierung durch die Medienanstalt Hessen, welche auch durch eine entsprechende Finanzierung sowohl den Betrieb als die Organisation und technische Ausstattung sicherstellt.

## Programm
Radio RFM bietet zu einem Großteil themenbezogene Sendungen. Beispiele hierfür sind das „Journal“, das 'Wannefredder-Radio', Talksendungen usw. Sendungen mit dem Fokus auf Musik und Unterhaltung orientieren sich an Musik-Genres wie z. B. Jazz, Konzertmitschnitte oder Schallplatten, sowie eine fremdsprachige Sendung.
Zu den Programmpartnern gehört der Deutsche Amateur-Radio-Club mit seiner wöchentlich zwei Mal ausgestrahlten Sendung „Radio DARC“.
Das Tagesprogramm läuft von 11 bzw. 10 bis 24 Uhr bzw. von 11 bis 1 Uhr. Außerhalb dieser Zeiten laufen Wiederholungen des jeweiligen Tagesprogramms.

## Empfang
Die aktuellen Sendefrequenzen sind: UKW 99,7 MHz (Eschwege) und UKW 96,5 MHz (Witzenhausen) sowie auf DAB+ im Kanal 6A. Damit ist das Programm in Eschwege und Umgebung auf UKW und in ganz Nordhessen sowie in weiten Teilen von Mittel- und Südhessen über DAB+ zu empfangen. Hinzu kommen Streams im Internet.